# Tapir de Baird
Tapirus bairdii
Espèce
Statut de conservation UICN

 EN A2abcd+3bce : En danger
Statut CITES
Le Tapir de Baird (Tapirus bairdii (Gill, 1865)) est l'une des cinq espèces de mammifère appartenant à la famille des Tapiridae.
Cette espèce de tapir a été nommée d'après le zoologiste Spencer Fullerton Baird (1823-1887).

## Répartition

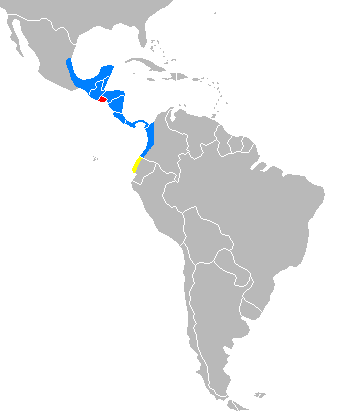
Distribution
Extinction (El Salvador)
Présence non confirmée (Équateur)